# メアリー・プライン

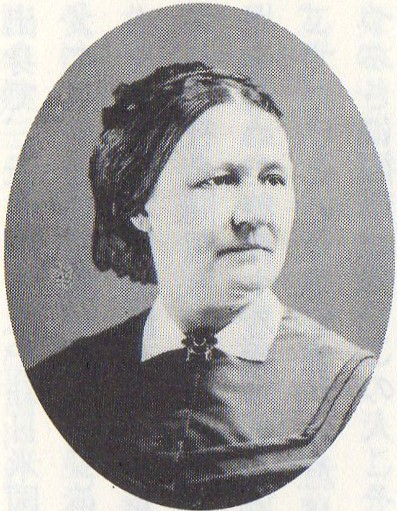
メアリー・パナトム・プライン

メアリー・パトナム・プライン（Mary Putnam Pruyn、1820年3月31日 - 1885年2月20日）は横浜共立学園の前身・共立女学校と共立女子聖書学院の前身・偕成伝道女学校を創設した女性宣教師の一人である。横浜の宣教師たち大きな影響を与え、「日本の母」と慕われた。

## 生涯
1820年3月31日、父イライシャ・パトナムと母エステル・ジョンソンの11番目の末子としてニューヨーク州オールバニに生まれた。パトナム家は代々スコットランド長老派教会の教会員だった。
1832年に12歳で信仰告白をした、オルバニー第一長老教会の会員になった。1838年にサムエル・プラインと結婚した。先妻の子供5人と、自分の子供8人と暮らす。結婚と同時にオルバニー第二改革派教会に転会した。その教会は社会奉仕活動に熱心な教会で、メアリーは日曜学校教師、聖書研究会の主催、婦人厚生施設の設立と運営、南北戦争の支援活動、工科学校の設立と運営などの活動を中心的に行った。同じ教会に後に日本に宣教師として派遣されたケイト・M・ヤングマンがいた。
1862年2月、夫サムエルが病死すると、メアリーは残された人生を奉仕活動にささげる決心をした。1869年J・H・バラが横浜から、米国に一時帰国してメアリーを訪ねた。6週間滞在して、メアリーの活動を見て、横浜の混血児のための養育施設を設立するにあたり責任者に適していると確信し、日本での活動を要請した。
メアリーは自分が支部副会長を務めていた米国婦人一致外国伝道協会 (WUMS) にこの計画を諮ると、横浜に宣教地を設け事業を開始することが決定された。
米国婦人一致外国伝道協会の理事会は、ルイーズ・ピアソン、ジュリア・クロスビーの二人を同行者に選出し、3人は来日した。三人は横浜に到着して2ヵ月後に8月28日に横浜山手48番地にバラの家屋を借りて、アメリカン・ミッション・ホームを建設した。プラインは初代総理になり、WUMS横浜宣教地とホームの責任者になった。クリスマスまでに18人のホームの家族になった。混血児の問題が薄れると、日本人の子供も預かるようになる。
1872年に山手212番地に移転した。超教派の伝道会ではWUMSが経営する集会には、どの教派の人も容易に参加できる雰囲気があったので、横浜ユニオン・チャーチや日本人を強めて日本人最初の教会、日本基督公会の設立の源になった。

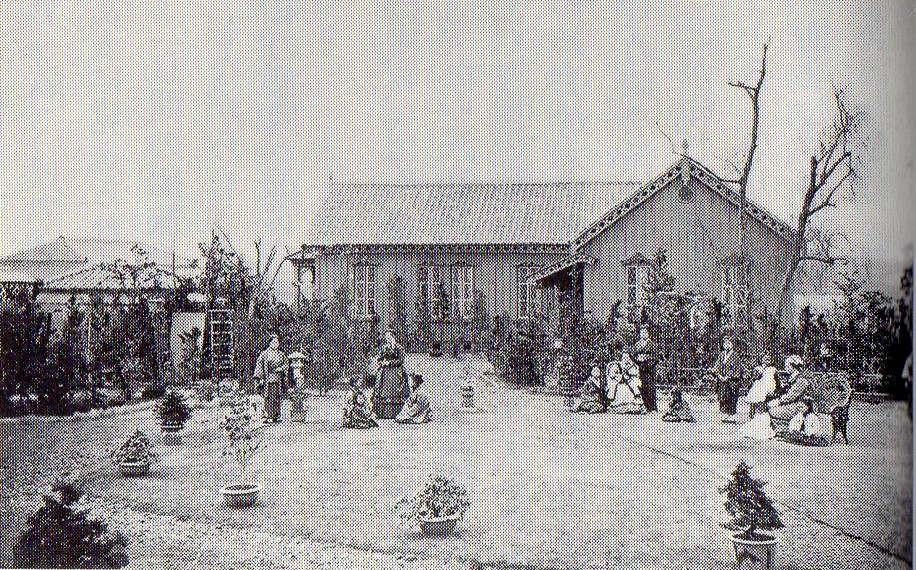
横浜山手212番地にあったアメリカン・ミッション・ホームとプライン、ピアソン、クロスビー

1873年の千葉伝道旅行に行った、J・H・バラ夫妻と娘2人と小川義綏夫妻にプラインも同行する。
1875年に日本の気候が合わず、健康を害したプラインは、1875年9月に帰国する。後任はジュリア・クロスビーが2代目総理になった。
帰国し静養したプラインはWUMSの副会長として活躍して、1882年12月宣教師として清国に赴く。上海の女学校を設立のために働いた。1884年に脳溢血のために倒れ帰国した。1885年2月10日に死去した。